# Európai ciprus
Az európai ciprus vagy örökzöld ciprus (Cupressus sempervirens) a ciprusfélék családjának névadó faja. A Földközi-tenger keleti medencéjének környékén őshonos, emellett Iránban van egy elszigetelt populációja. Kis-Ázsiából még az ókorban betelepítették Itáliába, ahol kivadulva a legjellegzetesebb mediterrán örökzölddé vált; mára az egész Mediterráneum meghatározó, tájalkotó fája.

## Jellemzése
A jellegzetesen mediterrán növényt dísznövényként termesztik, vagy szélfogó sövényként ültetik. A szürkésvörös kérgű fának kis, párosan átellenesen álló, háromszög alakú pikkelylevelei 4 sorban, tetőcserépszerűen egymásra borulnak, és az egész ágat beborítják. A leveleken nincs fehér rajzolat; illatuk gyantás, édes.
A termős virágzatokból fejlődnek éretten fényes aranybarna, dió méretű tobozai. A horgas csúcsú tobozpikkelyek eleinte húsosak, dereszöldek, majd megfásodnak.
Eredeti termőhelyein széles koronájú és oszlopos változatai is nőnek, a kertészetek főleg ez utóbbiakat kínálják.

### Változatai
- C. sempervirens v. sempervirens — a törzsváltozat;
- oszlopos ciprus — C. sempervirens cv. stricta, illetve C. sempervirens f. stricta. Általában a talajszinttől ágas; hajtásai felállók. Mintegy 24 m magasra nő meg;[2]
- C. sempervirens f. horizontalis – ritkás, vízszintesen növő ágai szabálytalanul szétállnak. Lombja sötét- vagy szürkészöld. Mintegy 24 m magasra nő meg.[2]

## Életmódja, termőhelye
Magyarországon többnyire nem elég télálló; szélvédett, melegebb, száraz helyeken (pl. Pécs környékén) azonban ismert néhány, hosszú ideje sikeresen áttelelő példány. A leginkább éppen ciprusairól és cédrusairól ismert Folly Arborétumban nő egy közel százéves.
A meszes talajt kedveli.

## A kultúrában
Sötét lombú örökzöldként az antik mitológiában egyike volt a halhatatlanság szimbólumainak, ekként a meghaló és feltámadó napistenek (Phaetón, Küparisszosz) fájának tartották. A gyász és a halál jelképeként az ókor óta gyakran ültetik a temetőkben Kínától Spanyolországig. A keresztény ikonográfiában egyrészt a Paradicsom és az örök élet jelképe, egy másik jelentésében pedig a bölcsesség és a kiválasztottság jeleként Szűz Mária szimbóluma A görögöktől átvett módon a halál és a gyász ábrázolására is használták, használják.

### Gyógyászati felhasználása
Az oligomer flavonok enzimgátló hatásúak. Ez a laboratóriumi körülmények között bizonyított tulajdonság magyarázza érvédő szerepét a visszérbetegségek kezelésében.
Mivel hatékonynak bizonyult valamennyi visszér-elégtelenség ellen, tobozát lábdagadás, visszértágulat és aranyér kezelésére ajánlják. Gyakran használják vadgesztenyével és őszi csodamogyoróval együtt.
A ciprustoboznak semmilyen mérgező hatását nem mutatták ki.

## Képek

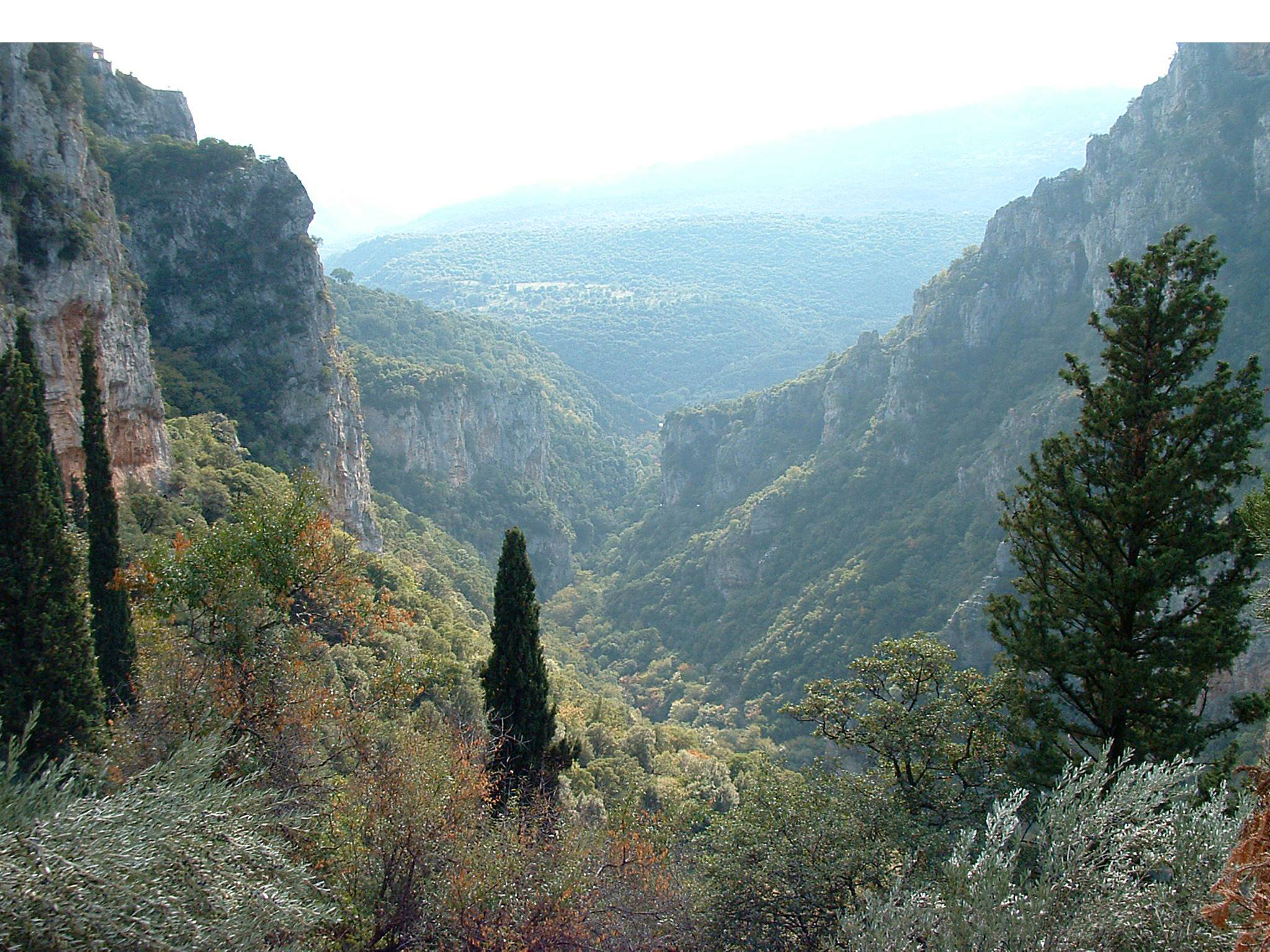
Európai ciprusok Görögországban
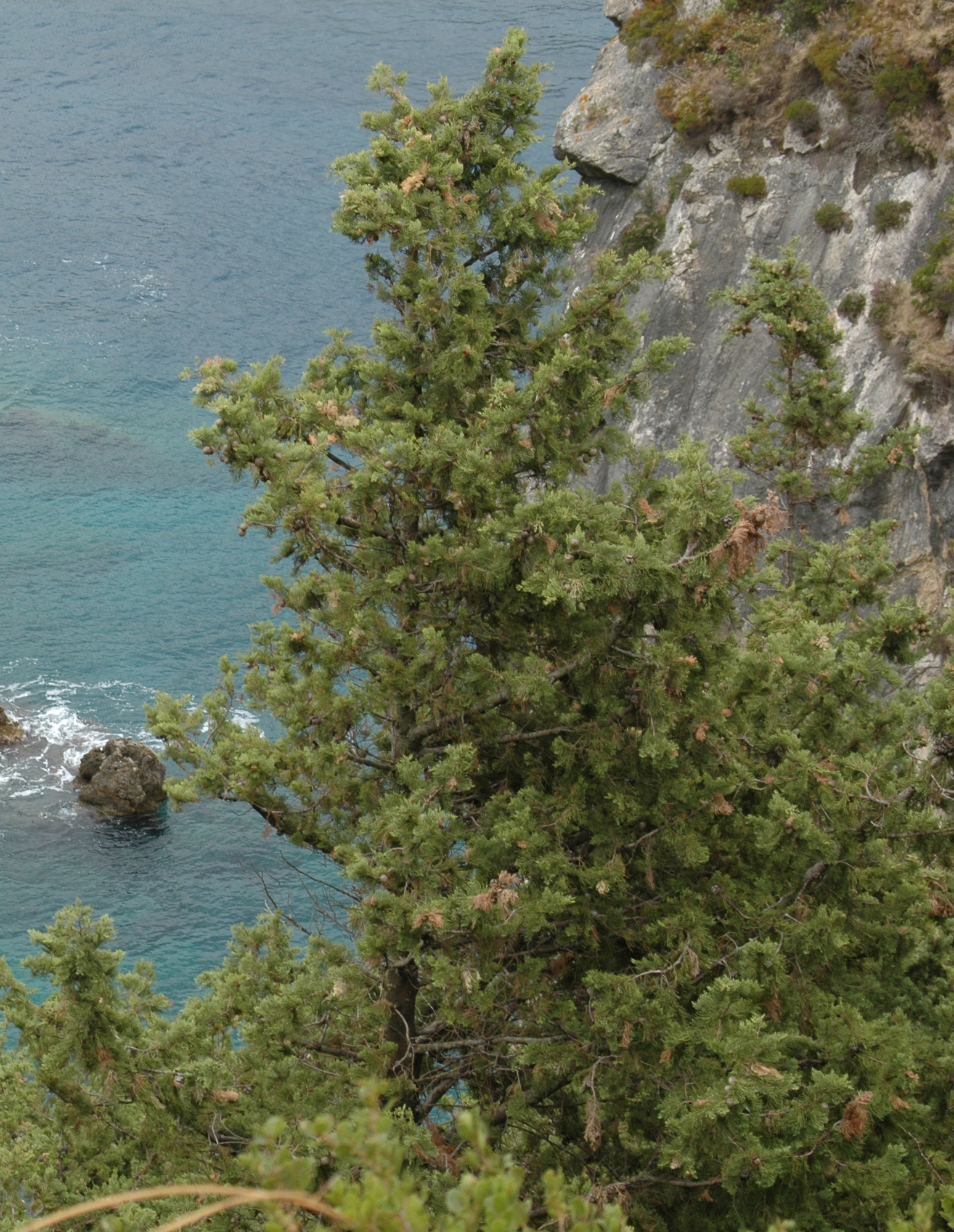
Alapfaj szerteágazó habitusa Korfun
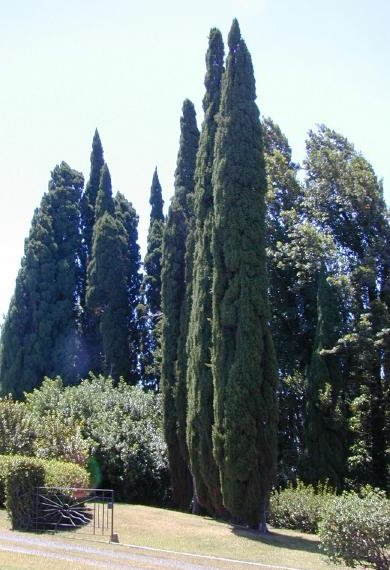
A kertekben kedvelt és ültetett Stricta fajta
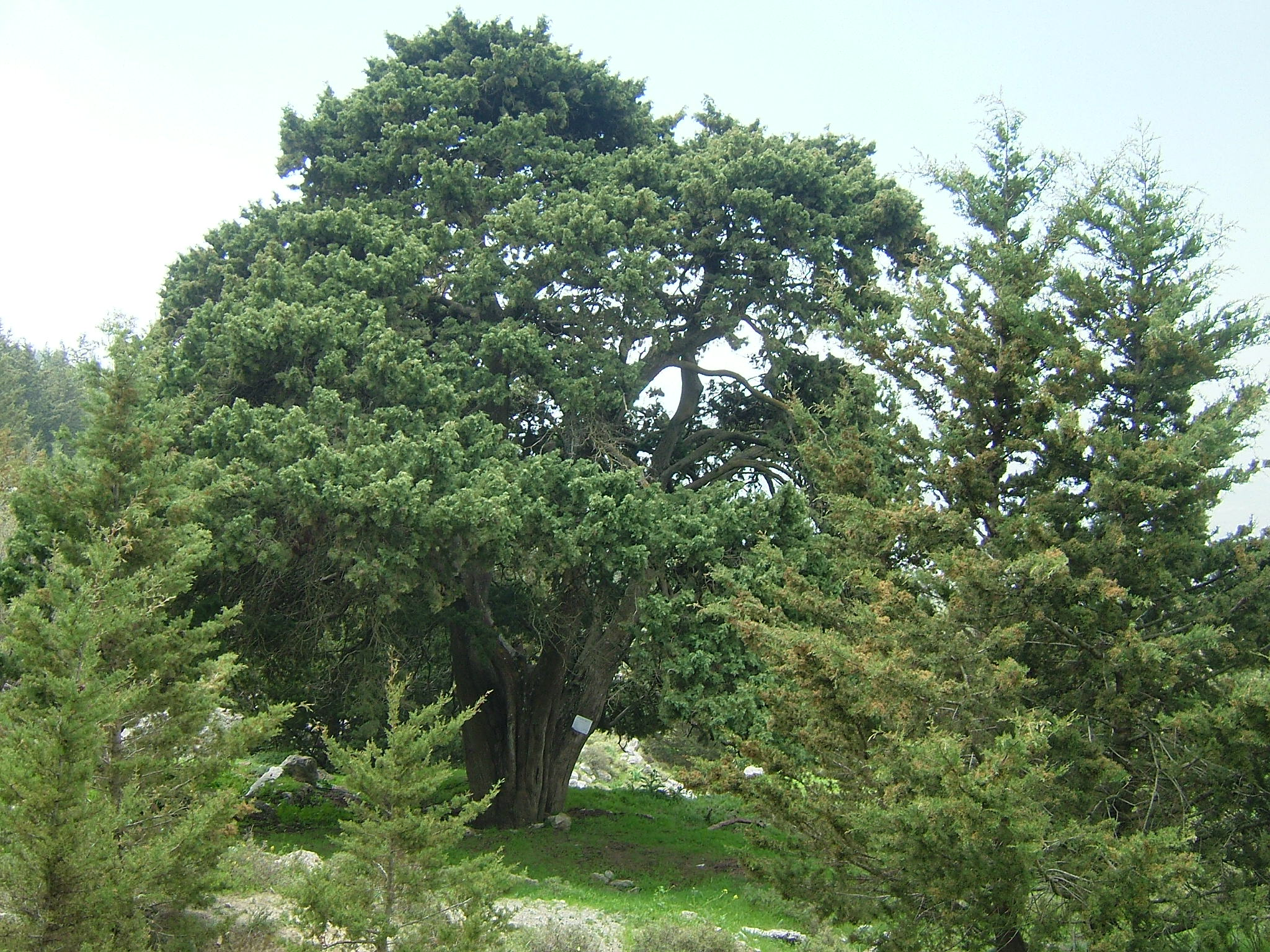
Idős példány Cipruson
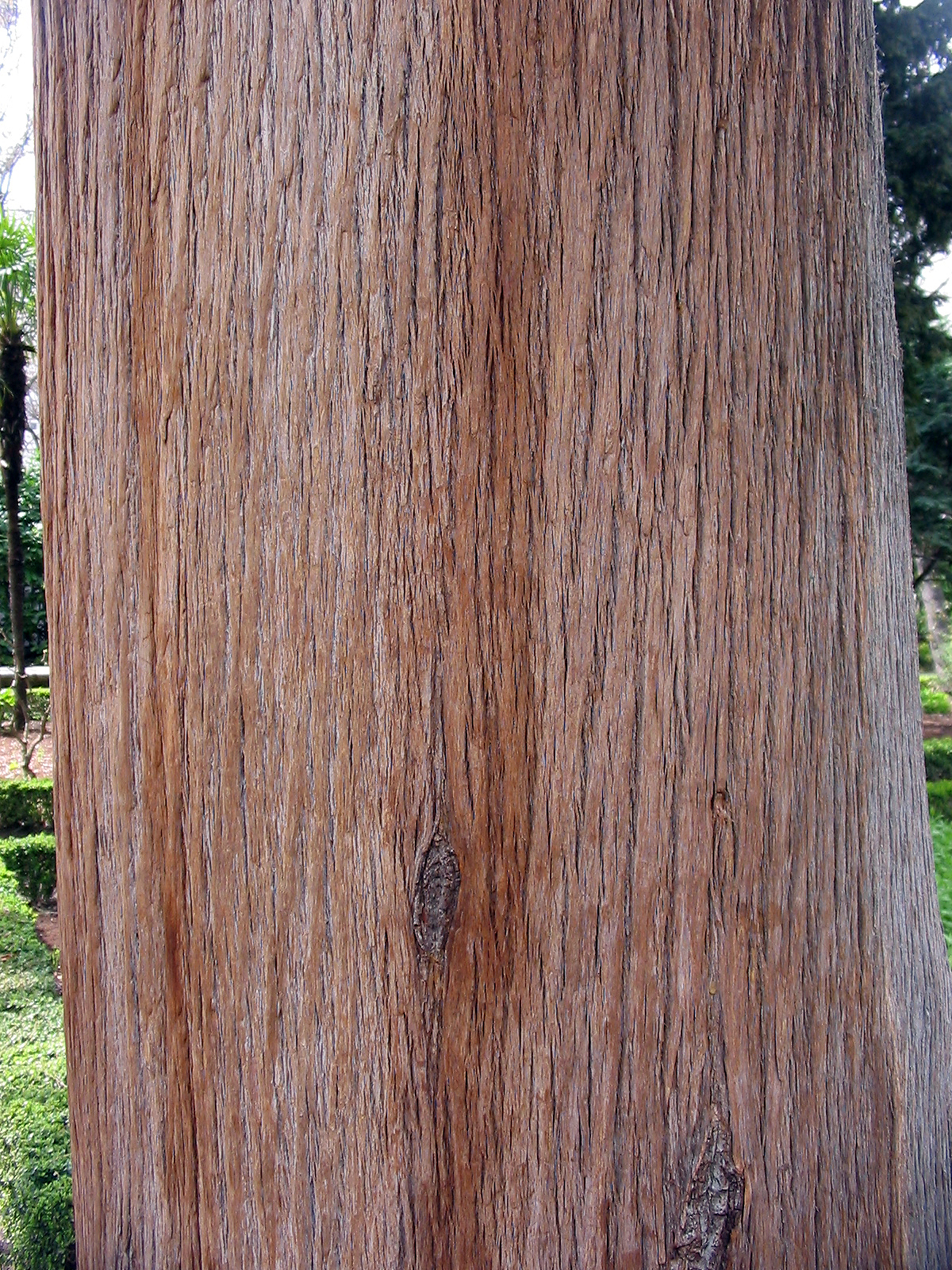
Kérge idős példányon
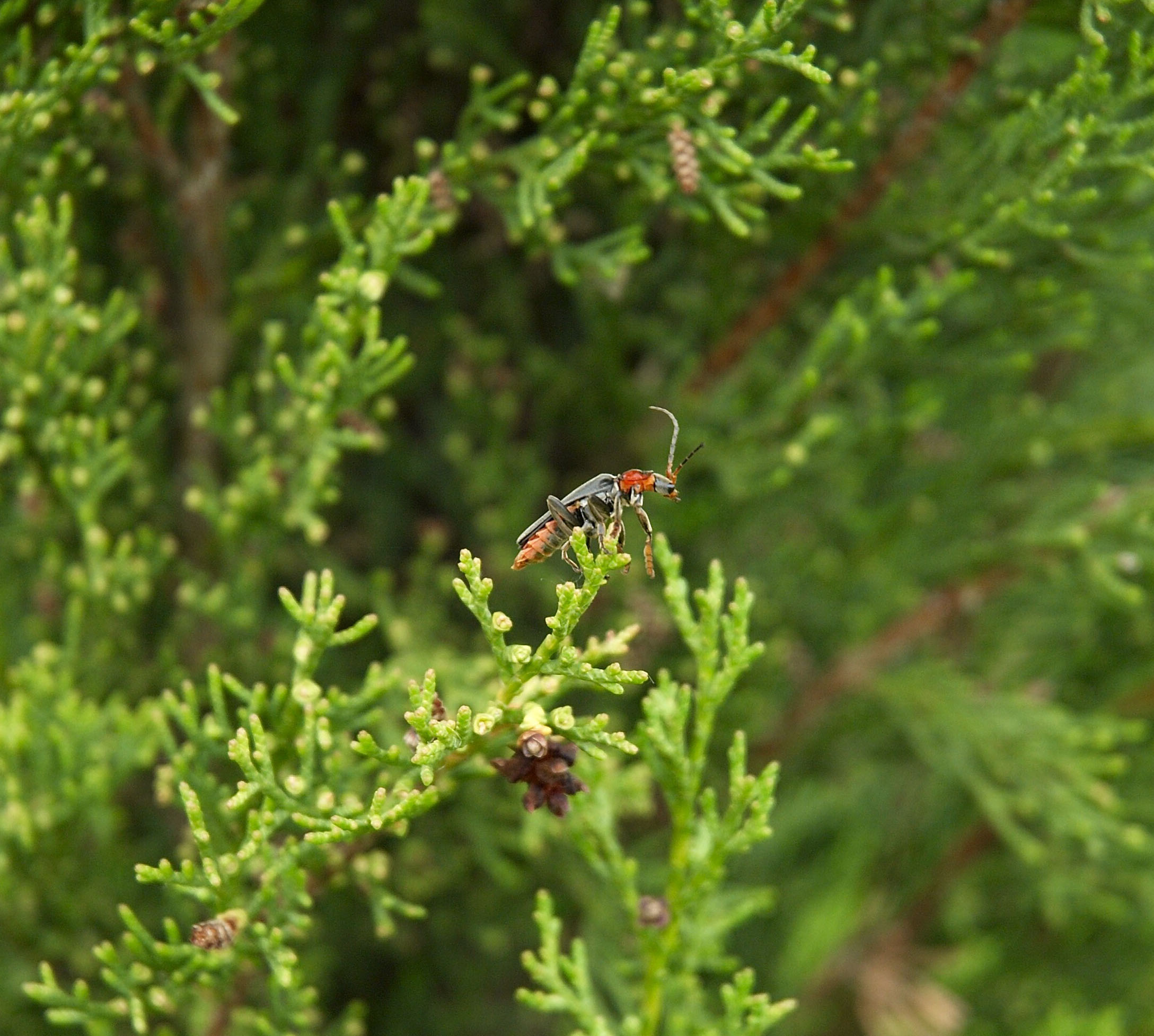
Pikkelylevelei
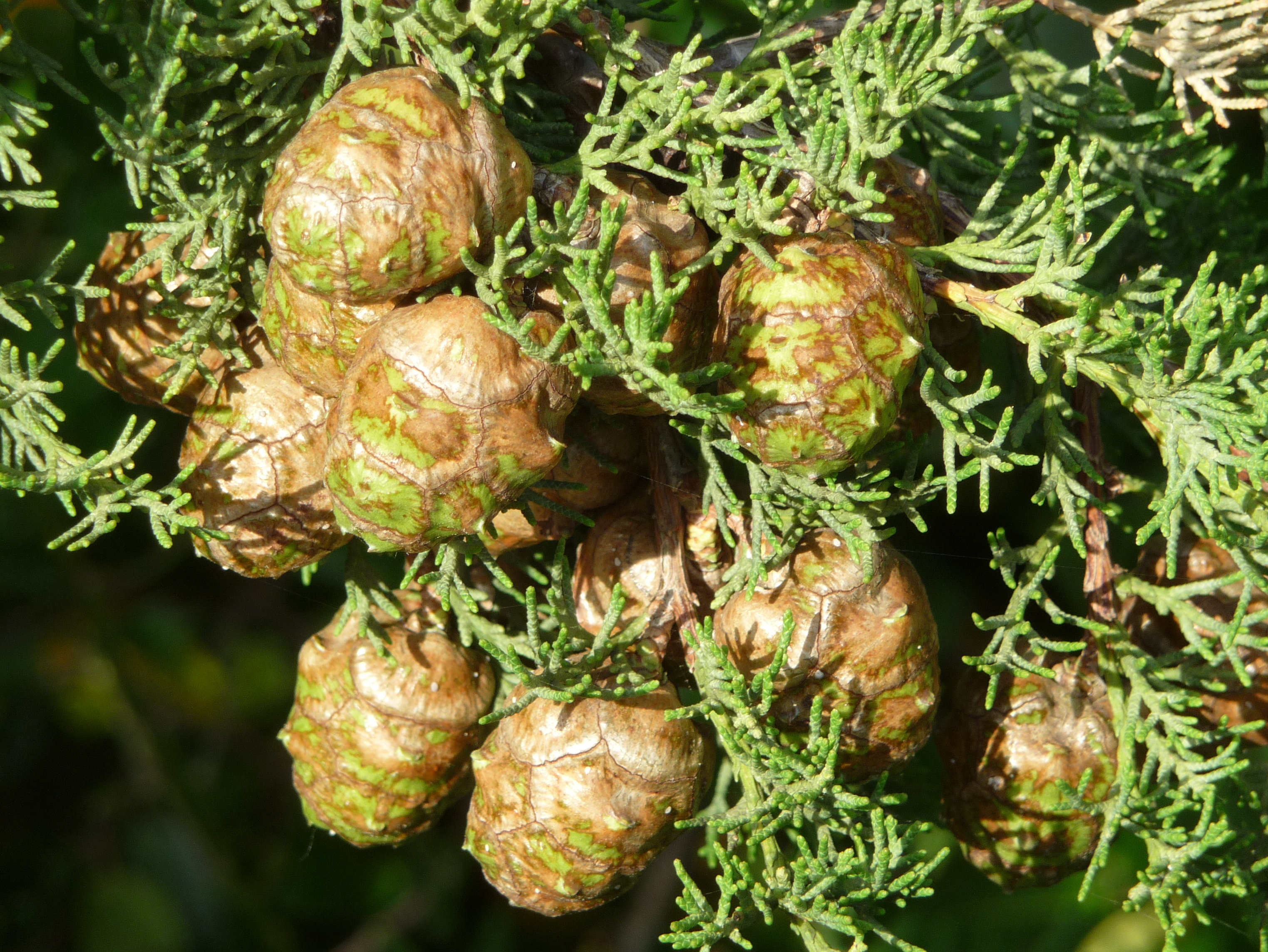
Toboza
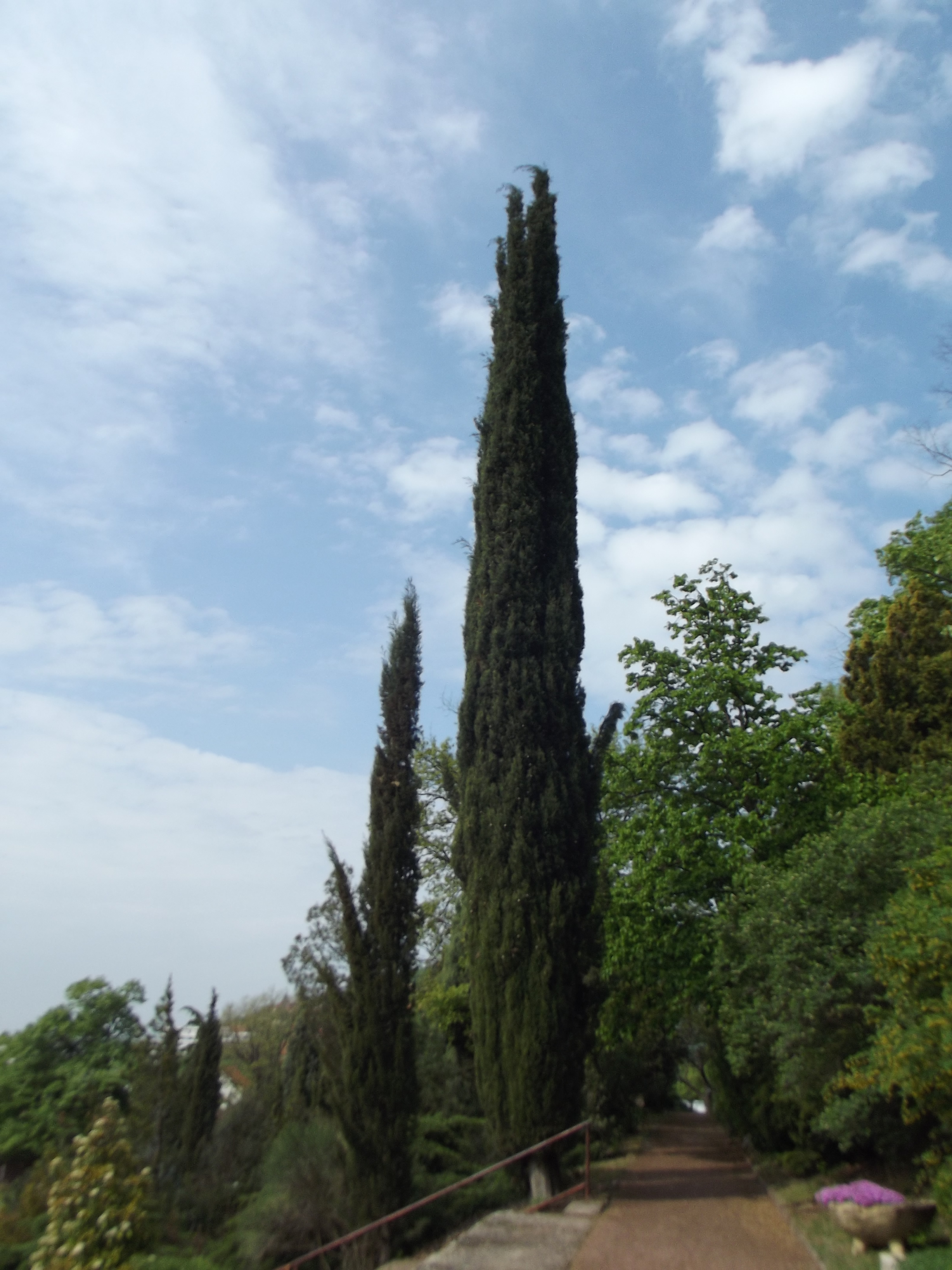
Ciprusok a PTE botanikus kertjében

## Rokon fajok
- Arizonai ciprus Cupressus arizonica – Észak-Amerikában honos, USA, Arizona.
- Kanyonciprus Cupressus glabra – Hazája az USA, Arizona, sziklás-hegyoldalak.
- Kasmíri ciprus Cupressus cashmeriana – Származási helye valószínűleg a Himalája.
- Mexikói ciprus Cupressus lusitanica – Közép-Amerika, Mexikó hegyeiből származik.
- Monterey-ciprus Cupressus macrocarpa – Élőhelye az USA, elsősorban Kalifornia partvidéki örökzöld erdői. Ritka faj, Monterey környékén található.